# Distretto di Monor
Il distretto di Monor (in ungherese Monori járás) è un distretto dell'Ungheria, situato nella provincia di Pest.